# أماندا دلامينى
أماندا دلامينى (بالإنجليزية: Amanda Dlamini)‏ (22 يوليو 1988 في جنوب أفريقيا - ) هي لاعبة كرة قدم جنوب أفريقية في مركز الوسط، شاركت في الألعاب الأولمبية الصيفية 2016 والألعاب الأولمبية الصيفية 2012. وشاركت مع منتخب جنوب أفريقيا لكرة القدم للسيدات. أما مع النوادي، فقد لعبت مع Durban Ladies F.C. ‏.

## وصلات خارجية
- أماندا دلامينى على موقع الاتحاد الدولي (مؤرشف)  (الإنجليزية)
- أماندا دلامينى على موقع قاعدة بيانات كرة القدم.إي يو (الإنجليزية)
- أماندا دلامينى على موقع اللجنة الأولمبية الدولية (الإنجليزية)
- أماندا دلامينى على موقع أوليمبيديا (الإنجليزية)